# Gordiano Guzmán
José Francisco Gordiano Guzmán (Tamazula, Jalisco; 3 de octubre de 1789 - Huetamo, Michoacán;   12 de abril de 1854) fue un insurgente mexicano.
Ingresó al partido insurgente en noviembre de 1811 en el agrupamiento que capitaneaba su hermano Francisco en el Sur de la Intendencia de Guadalajara. El 4 de noviembre de 1812 entró en San Gabriel (Jalisco), la guerrilla de Guzmán, quien quemó los archivos de la municipalidad. 
En 1820, luego de participar con Vicente Guerrero en una campaña por la tierra caliente michoacana con el fin de continuar la lucha armada desde el sur, Guzmán expuso a los integrantes del Ayuntamiento de Apatzingán su movimiento reivindicatorio. Valentín Gómez Farías consideró a Guzmán un aliado estratégico en el occidente con el fin de sacar a flote las reformas políticas que impulsó desde la presidencia de la república. Sin embargo, la élite criolla del sur de Jalisco, quienes se enfrentaron en 1824 con los tapatíos, en un fallido intento de separarse de Jalisco y unirse a Colima, mantenía una posición política relacionada con la continuidad de la tradición colonial. 
Fue catalogado por el bando centralista como altamente peligroso, a pesar de que estaba retirado a la vida civil en Tamazula con licencia del Ejército. A diferencia de la mayoría de los líderes insurgentes que murieron en la primera fase de la Independencia, Gordiano Guzmán se mantuvo con vida hasta los primeros años de la segunda mitad del siglo XIX. Fue fusilado en Huetamo, Michoacán, por el coronel Francisco Cosío Bahamonde el 12 de abril de 1854.
El libro "Cutzamala Magia de un Pueblo" del Ing. Alfredo Mundo Fernández dice que el general Gordiano Guzmán fue fusilado el 11 de abril de 1854 en Cutzamala de Pinzón, Guerrero, de acuerdo al oficio que publica la Secretaría de la Defensa Nacional en su página de Internet, en "Archivo Histórico", Expediente No.4423 y Folios 32 y 33. 
Efectivamente el general Gordiano Guzmán Cano es un héroe jalisciense que nació en la hacienda de Contla de Tamazula, y luchó contra los españoles en la Guerra de Independencia a los 22 años; después se enfrenta a los gringos en la  invasión estadounidense a México en 1847, luego al dictador Santa Anna siendo invitado por el general Juan Álvarez a apoyar el Plan de Ayutla que abre la puerta a la Reforma y estaba destinado a derrocar a Antonio López de Santa Anna. Por esto es que ese presidente ordena al Coronel Francisco Cosío Bahamonde que se traslade de Morelia a Huetamo y lo nombra Prefecto de ese Distrito, con el fin de acabar con el general Guzmán. Sigue diciendo el citado libro que Cosío ordena a Ramón Vargas perseguir a Gordiano con quien se enfrenta en El Granadito, pero el antiguo insurgente sale victorioso mientras Ramón recibe un balazo en la boca quedándole deforme y desde entonces le dan el apodo de El Cuche. Cosío Bahamonde le ofrece $30 pesos a Ramón Cano (el pobre)  para que lo traicione y así se entera de que estará en una fiesta de gallos en La Orilla.
Llega la tropa de Cosío Bahamonde y toman prisioneros al general Gordiano Guzmán y a su secretario Manuel Ramos, los montan en mulas y los llevan a Huetamo donde esperaba impaciente Cosío. Pero se acercan muchos hombres queriendo liberarlo y temeroso el Coronel Cosío se lo lleva a Cutzamala en la madrugada del 11 de abril, se instalan en el antiguo Ayuntamiento, en el costado Sur de la iglesia y hasta ahí nuevamente quieren liberarlo. Cosío se lo lleva frente a la iglesia y ahí lo fusila a las 11 de la mañana del 11 de abril de 1854, frente a la puerta. Ahí mismo en Cutzamala, Cosío Bahamonte escribe la carta que se cita notificándole al Presidente Santa Anna y diciendo que a los otros prisioneros los mandó a Morelia. Todo esto se narra en detalle en "Cutzamala Magia de un Pueblo" donde se agrega que seguramente el general Guzmán fue sepultado en el antiguo panteón que se dejó de utilizar en 1917 y se derribó en 1975. Finaliza mencionando que en Jalisco se decreta que se llame Tamazula de Gordiano y Ciudad Guzmán a dos conocidas ciudades.